# Открытый город
Откры́тый го́род — город, который во время войны, в силу неизбежного захвата и разрушения, провозглашается правительством или руководством страны (или города) необороняемым. Таким образом город объявляет, что он отказывается от любых защитных действий. Агрессор в данном случае не будет штурмовать, бомбить или иначе нападать на город и войдёт в него без боя. Данное действие совершается с целью защиты исторических достопримечательностей и гражданских лиц от возможных деструктивных последствий. Объявление города открытым может рассматриваться как вид тактического отступления.
Статья 25 IV Гаагской конвенции о законах и обычаях сухопутной войны 1907 г. запрещает любое нападение на открытый город; запрет позже был подтверждён Первым дополнительным протоколом к Женевским конвенциям от 1977 года. Тем не менее во многих случаях последующих войн агрессоры часто не считались со статусом открытого города.

## Некоторые примеры объявлений городов открытыми
- Брюссель в 1914 году (Первая мировая война).
- Реймс в 1914-м (Первая мировая война).
- Осло в 1940 году (Вторая мировая война).
- Брюссель в 1940-м (Вторая мировая война).
- Париж в 1940-м, из которого эвакуировалось французское правительство после того, как стало очевидно, что наличными силами невозможно защитить город.
- Белград в апреле 1941 года. Несмотря на объявление статуса открытого города, подвергся массированным бомбардировкам авианалётов люфтваффе.
- Пенанг в декабре 1941-го, после того как британцы сдали Сингапур.
- Манила в 1942 году, которую оставили американские вооружённые силы, потому что они не могли защитить город против неожиданного японского вторжения.
- Рим 14 августа 1943 года, который итальянские войска объявили в одностороннем порядке открытым городом, чтобы избежать разрушений[2]. Впоследствии англо-американские войска вошли в Рим в июне 1944 года, и отступающие немецкие силы также объявили Флоренцию и Кьети «открытыми городами»[2].
- Афины 11 октября 1944 года были объявлены немцами открытым городом.
- Фленсбург 4 мая 1945 года, который германский рейхспрезидент Карл Дёниц объявил открытым городом.
- Загреб 9 мая 1945 года, который лидер усташей и поглавник Хорватии Анте Павелич перед лицом превосходящих сил НОАЮ объявил открытым городом.
- Танжер, который генералиссимус Франсиско Франко 11 октября 1945 года перед выводом испанских оккупационных войск объявил открытым городом.
- Мелитополь был объявлен открытым городом 25 февраля 2022 года мэром города Иваном Фёдоровым.[источник не указан 1083 дня]